# NGC 5939
NGC 5939 (другие обозначения — UGC 9854, MCG 12-15-7, ZWG 338.8, IRAS15244+6854, PGC 55022) — спиральная галактика в созвездии Малая Медведица.
Этот объект входит в число перечисленных в оригинальной редакции «Нового общего каталога».
В галактике вспыхнула сверхновая SN 2004ax. Её пиковая видимая звёздная величина составила 17,7.